# Belarusul de Vest

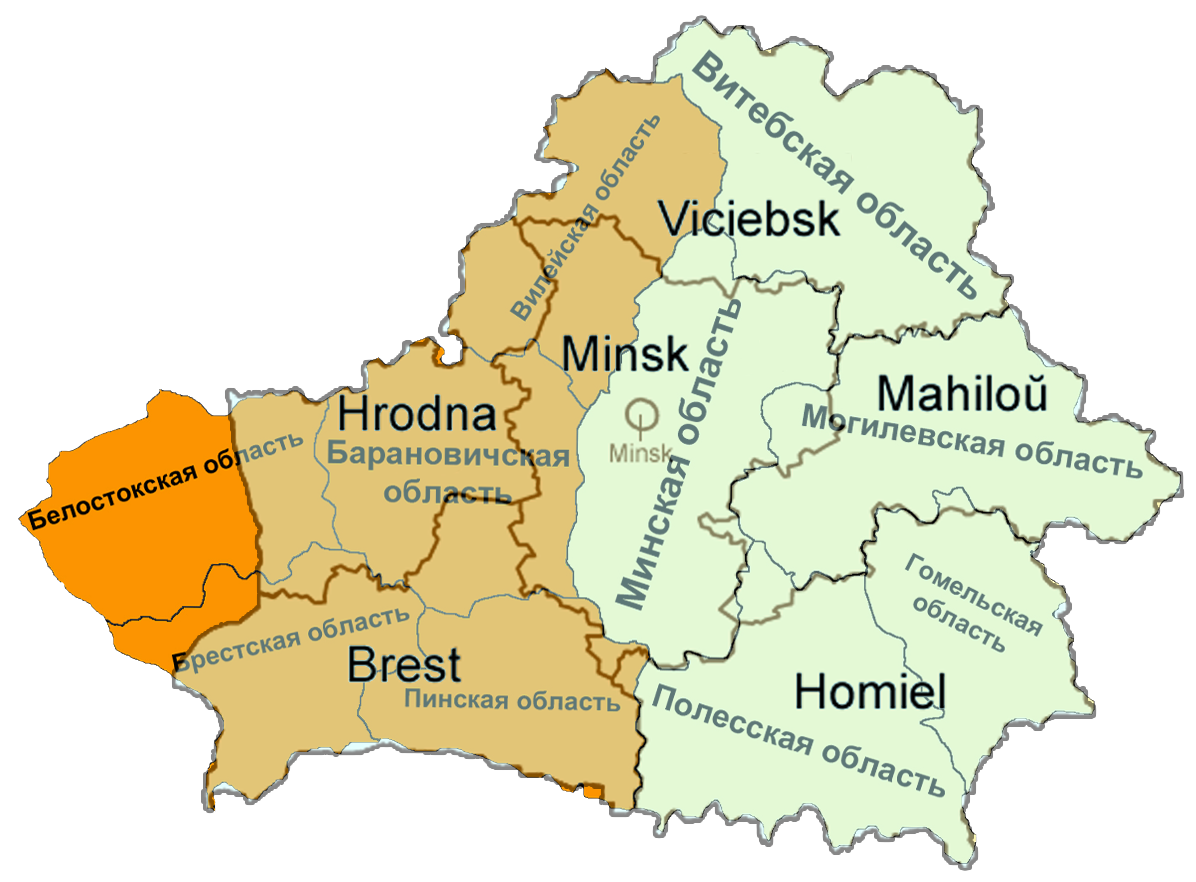
Belarusul de Vest pe harta Belarusului actual; la vest se vede regiunea orașului Białystok, revenită la Polonia după al Doilea Război Mondial.

Belarusul de Vest (în belarusă Заходняя Беларусь, cu alfabet Łacinka: Zachodniaja Biełaruś; în poloneză Zachodnia Białoruś; în rusă Западная Белоруссия, transliterat: Zapadnaia Belorussia) este o regiune istorică a Belarusului actual ce cuprinde teritoriul care a aparținut celei de a Doua Republici Polone în perioada interbelică. Înainte ca Germania Nazistă și Uniunea Sovietică să invadeze Polonia în 1939, teritoriul forma jumătatea nordică a macroregiunii Kresy⁠(d) din Polonia. După sfârșitul celui de al Doilea Război Mondial în Europa, teritoriul Belarusului de Vest a fost cedat Uniunii Sovietice de către Puterile Aliate, în timp ce orașul Białystok cu împrejurimile sale a revenit la Polonia. Până la destrămarea Uniunii Sovietice în 1991, Belarusul de Vest a reprezentat o parte importantă a Republicii Sovietice Socialiste Bieloruse (RSSB). Astăzi, aceasta constituie partea de vest a Republicii Belarus.
Create de URSS după cucerirea Poloniei, noile provincii vestice ale RSS Bieloruse anexate de la Polonia cuprind regiunile Baranavičy⁠(d) (Барановичская об.), Belastok⁠(d) (Белостокская об.), Brest (Брестская об.), Vilejka⁠(d) (Вилейская об.), și Pinsk⁠(d) (Пинская об.). Ele au mai fost reorganizate o dată în timpul contraofensivei sovietice din 1944 în sistemul contemporană al provinciilor din vestul Belarusului, care include în întregime regiunile Grodno (Hrodna) și Brest (vezi harta), precum și părți din actualele regiuni Minsk și Vicebsk. Orașul Wilno (în belarusă Вільня, cu alfabet Łacinka: Vilnja, astăzi, Vilnius) a fost returnat de către URSS Republicii Lituania, care în curând după aceea a devenit RSS Lituaniană.

## Context

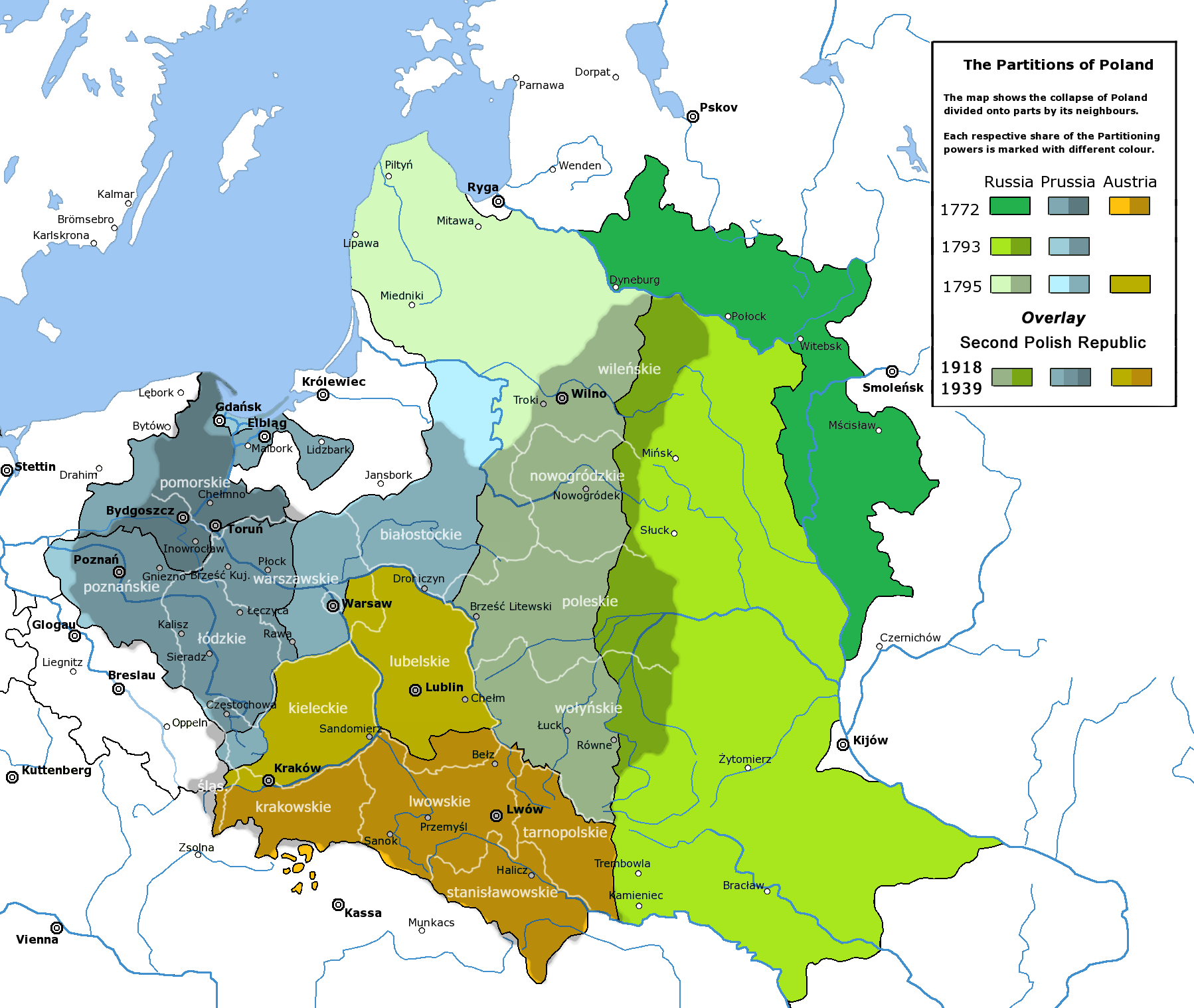
Conturul Uniunii Polono–Lituaniene înainte de împărțirea Poloniei în 1772, 1793 și, suprapuse pe conturul celei de a Doua Republici (1918-1939). Cele mai multe teritorii în timpul acestor împărțiri (în nuanțe de verde) a rămas în Uniunea Sovietică și după Primul Război Mondial.

Teritoriile statelor actuale Belarus, Polonia, Ucraina și statele Baltice au fost un teatru major de operațiuni în timpul Primului Război Mondial; tot atunci, Revoluția Bolșevică a anulat Guvernul Provizoriu rus și-a dus la proclamarea Rusiei Sovietice. Bolșevicii s-au retras din războiul purtat de regimul țarist cu Puterile Centrale, prin semnarea Tratatului de la Brest-Litovsk, și a cedat Belarusul Germaniei pentru următoarele opt luni și jumătate. Înaltul comandament german s-a folosit de această ocazie pentru a-și transfera trupele pe Frontul de Vest pentru Ofensiva de Primăvară din 1918, lăsând în urmă un vid de putere. Locuitorii de alte etnii decât cea rusă din teritoriile predate de sovietici Imperiului German au găsit ocazia de a-și configura state independente sub umbrelă germană. La trei săptămâni după semnarea tratatului de la Brest-Litovsk la 3 martie 1918, Consiliul Central Belarus a proclamat Republica Populară Belarus pe teritoriul Belarusului modern. Ideea a fost respinsă și de către germani și de către bolșevici. Aceasta nu era acceptabilă nici pentru delegația americană condusă de Wilson; americanii doreau să protejeze integritatea teritorială a Rusiei Europene.
Soarta regiunii nu a fost lămurită timp de trei ani și jumătate. Războiul Polono–Sovietic care a izbucnit în anul 1919 a fost deosebit de greu, și s-a încheiat cu Tratatul de la Riga semnat în 1921. Polonia și Statele Baltice au apărut ca țări independente față de URSS. Teritoriul Belarusului modern a fost împărțit prin tratat în Belarusul de Vest polonez și Belarusul de Est sovietic, cu frontiera trecând prin Mikaszewicze. La semnarea tratatului de pace, delegația belarusă a participat activ de partea sovietică. Polonia a abandonat toate drepturile și pretențiile asupra teritoriilor Belarusului sovietic (punctul 3), în timp ce Rusia Sovietică renunța la toate drepturile și pretențiile față de Belarusul de Vest polonez.

### Rada Republicii Democrate Belarus în exil

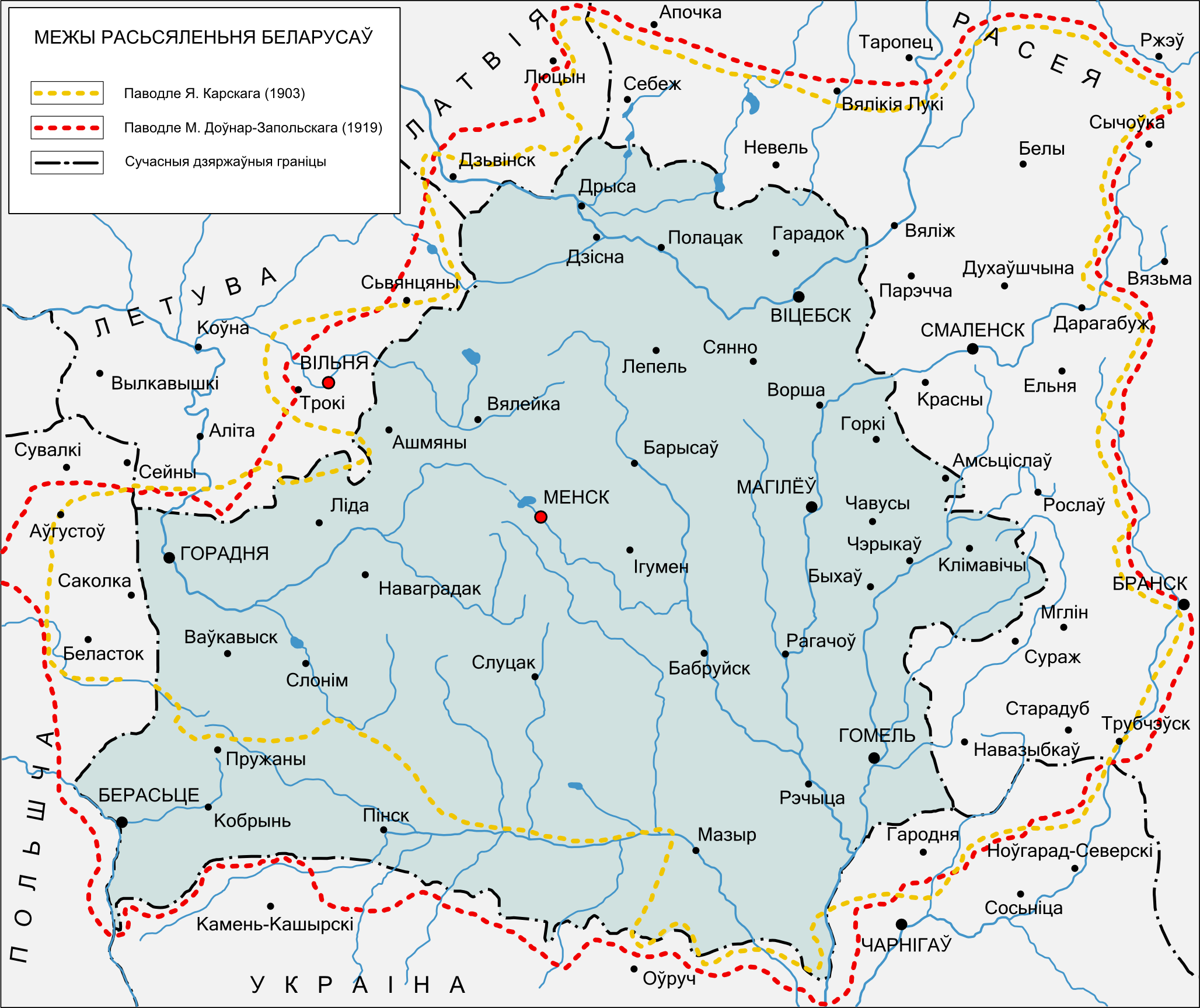
Presupusa extindere maximă a zonelor cu prezență belarusă conform etnografilor belaruși Yefim Karsky (1903, galben) și Mitrofan Dovnar-Zapolskiy (1919, roșu), suprapus peste teritoriul Belarusului de după 1991 (verde)

Imediat ce s-a semnat tratatul de pace sovieto-german în martie 1918, nou înființata Radă a Republicii Democrate Belarus a emis unilateral pretenții teritoriale pentru Belarus pe baza zonelor specificate a Treia Cartă Constituantă în teritoriile locuite majoritar de belaruși. Aceeași Cartă a Radei declara Tratatul de la Brest-Litowsk din Martie 1918 nul, deoarece fusese semnat de guverne străine care și-au împărțit teritorii care nu erau ale lor.
„În februarie 1919, s-a înființat o Republică Sovietică Lituano-Bielorusă (Litbel), și apoi s-a separat RSS Bielorusă. Astfel, aproape nesolicitatul stat național, apărut în timpul Primului Război Mondial, își datora existența în mod direct tentativelor alternative germane, ruse și polone de a-și asigura controlul asupra regiunii. — Tania Raffass”
În cea de a Doua Cartă Constituantă, Rada abolea dreptul la proprietate privată asupra terenurilor (punctul 7) conform Manifestului Comunist. Între timp, în 1919, bolșevicii deja preluaseră controlul asupra unor părți mari din Belarus și au obligat Rada Belarusă să plece în exil în Germania. Bolșevicii au format Republica Sovietică Socialistă Bielorusă⁠(d) în timpul războiului cu Polonia, pe aproximativ același teritoriu revendicat de către Republica Belarus.
Noua frontieră polono-sovietică a fost recunoscută la nivel internațional și ratificată de către Liga Națiunilor. Acordul de pace a rămas în vigoare în întreaga perioadă interbelică. Granițele stabilite între cele două țări au rămas în vigoare până la izbucnirea celui de al Doilea Război Mondial și până la invazia sovietică a Poloniei din 17 septembrie 1939. Ele au fost mai târziu redesenate în Conferința de la Ialta și în Conferința de la Potsdam la insistența lui Iosif Stalin.

## A Doua Republică Poloneză
„În ciuda eforturilor sovietice de închidere a graniței [cu Polonia], țăranii - refugiați din RSSB – treceau în Polonia cu zecile de mii”, scria Per Anders Rudling⁠(d). Potrivit primului recensământ polonez din 1921, erau în jur de 1 milion de belaruși în țară. Unele estimări plasau numărul belarușilor din Polonia, la acel moment, la circa 1,7 milioane, sau chiar până la 2 milioane. În anii care au urmat păcii de la Riga, mii de polonezi s-au stabilit în zonă, mulți dintre ei (inclusiv veterani ai luptelor armate pentru independența Poloniei) au primit terenuri de la guvern (osadnik⁠(d)).
În negocierile sale cu liderii belaruși din Wilno, Józef Piłsudski a respins cererea pentru independența Belarusului de Vest. În decembrie 1919, Rada a fost dizolvată de către Polonia și, în schimb, de la începutul lunii ianuarie 1920, s-a format un organism nou, numit Rada Najwyższa, fără aspirații de independență, dar cu funcțiuni culturale, sociale și educative. Józef Piłsudski a negociat cu conducerea Belarusului de Vest, dar în cele din urmă a abandonat ideile de Intermarium, o propunere de federație de state parțial autonome pe teritoriul fostei Uniuni Polono-Lituaniene.
În alegerile legislative din noiembrie 1922 din Polonia, Partidul Belarus din coaliția Blocul Minorităților Naționale⁠(d) a obținut 14 mandate în parlamentul polonez⁠(d) (11 dintre ele în Sejm). În primăvara anului 1923, prim-ministrul  polonez Władysław Sikorski a comandat un raport privind situația minorității belaruse din Polonia⁠(d). În acea vară, s-a adoptat un nou regulament pentru a permite utilizarea oficială a limbii belaruse, atât în instanțele judecătorești cât și în școli. Predarea obligatorie a limbii belaruse a fost introdusă în toate gimnaziile poloneze din zonele locuite de belaruși în 1927.

### Polonizarea
În ianuarie 1921, starostele din Viliejka⁠(d) scria despre starea de spirit populară ca fiind una de resemnare și apatie în rândul țăranilor din Belarusul de Vest, sărăcit de rechizițiile de alimente de către bolșevici și de armata poloneză. El a insistat că, deși noile școli belaruse „se ivesc de peste tot”, ele dospeau sentimente anti-poloneze.
În 1928, erau 69 de școli cu predare în limba belarusă în Belarusul de Vest; participarea era minimă, în parte datorită calității mai mici a actului educativ. Primul manual de gramatică belarusă⁠(d) a fost scris doar în preajma lui 1918. În 1939, peste 90% dintre copiii din Polonia mergeau la școală. Ca și în altă parte, sistemele educaționale promovau și acolo limba poloneză. Între timp, agitatori belaruși deportați în URSS din Polonia fuseseră închiși de NKVD-ul sovietic ca naționaliști burghezi.
Majoritatea polonezilor din regiune susțineau politica de asimilare culturală a belarușilor, propusă de Dmowski. Cererile pentru polonizare⁠(d) erau inspirate și influențate de Partidul Democrația Națională⁠(d), condus de Dmowski, care cerea să li se refuze belarușilor și ucrainenilor dreptul la o liberă dezvoltare națională. Władysław Studnicki, un influent oficial polonez din administrația regiunii Kresy din 1919-1920 declara că implicarea Poloniei în est are mare nevoie de o colonizare economică. Media naționaliste belaruse din Polonia se confruntau cu o presiunea crescândă și cu cenzura autorităților.
Belarușii erau împărțiți între comunițăți religioase, aproximativ 70% fiind ortodocși și 30% romano-catolici. Potrivit unor surse rusești, discriminarea viza asimilarea de belarușilor ortodocși. Autoritățile ecleziastice poloneze promovau limba polonă în slujbele ortodoxe, și au inițiat înființarea Societăților Ortodoxe Polone în patru orașe, între care Słonim⁠(d), Białystok, Wołkowysk⁠(d), și Nowogródek⁠(d). Preotul romano-catolic belarus Vincent Hadleŭski⁠(d), care promova limba belarusă în biserică, și conștiința națională belarusă, era presat de colegii lui polonezi. Biserica Catolică Polonă din Belarusul de Vest a emis documente preoților despre utilizarea limbii belaruse și nu pentru limba poloneză în Bisericile Catolice și în școlile catolice de duminică. Instrucțiunile publicate la Varșovia în 1921 pentru Biserica Catolică Polonă îi critica pe preoții care predicau în belarusă la liturghia catolică⁠(d).

### Hramada

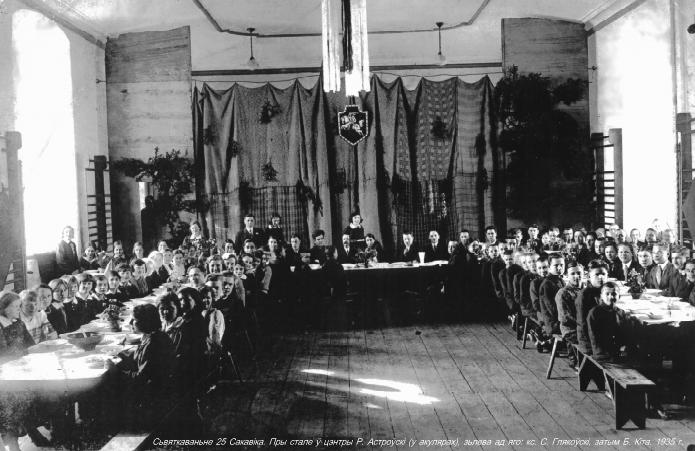
Copiii s-au adunat în sala de mese din Belarus Gimnaziul din Vilnia, Polonia, 1935

În comparație cu mai marea minoritatea ucraineană⁠(d) care trăia în Polonia, belarușii erau mult mai puțin conștienți și activi politic. Cel mai mare organizare politică belarusă era Uniunea Țăranilor și Muncitorilor Belaruși⁠(d) denumită și Hramada. Hramada primea ajutor logistic din partea Uniunii Sovietice și a Internaționalei Comuniste și a servit drept acoperire pentru Partidul Comunist al Bielorusiei de Vest, radical și subversiv. Prin urmare, el a fost interzis de autoritățile poloneze, liderii săi au fost condamnați la diverse pedepse cu închisoarea și apoi expulzați în URSS, unde au fost uciși de regimul sovietic.
Tensiunile dintre guvernul polonez din ce în ce mai naționalist și diverse grupuri etnice minoritare  din ce în ce mai separatiste au continuat să crească, și minoritatea belarusă nu a făcut excepție. De asemenea, potrivit lui Jan Marek Chodakiewicz⁠(d), URSS considera Polonia „inamicul numărul unu”. În Mare Epurare Sovietică, districtul autonom polonez⁠(d) de la Dzerjinsk (în poloneză: Kojdanów) a fost desființat și NKVD-ul sovietic și-a asumat așa-numita „Operațiune poloneză” (aproximativ de la 25 august 1937 la 15 noiembrie 1938) – un program de deportare și împușcare care îi viza pe polonezii din Belarusul de Est, adică RSSB, Operațiunea s-a soldat cu moartea a 250.000 de oameni – dintr-o populație de etnici polonezi estimată oficial la 636.000 – ca urmare a unor crime politice, a bolilor și foametei. Printre aceștia, cel puțin 111.091 de membri ai minorității poloneze au fost împușcați de troykile NKVD. Mulți au fost uciși în execuții efectuate în închisori, conform lui Bogdan Musial⁠(d). În plus, câteva sute de mii de etnici polonezi din Belarus și Ucraina au fost deportați în alte părți ale Uniunii Sovietice.
Sovieticii au promovat și RSSB controlată de ei ca formal autonomă, în scopul de a-i atrage pe belarușii care trăiau în Polonia. Această imagine a fost atractivă pentru mulți lideri naționali vest-belaruși și unii dintre ei, cum ar fi Frantsishak Alyakhnovich⁠(d) sau Uladzimir Jylka⁠(d) au emigrat din Polonia în RSSB, dar foarte curând au devenit victime ale represiunilor sovietice.

## Invazia sovietică a Poloniei, 1939
Curând după invazia sovieto-nazistă a Poloniei în conformitate cu Pactul Ribbentrop-Molotov, Belarusul de Vest a fost oficial anexat⁠(d) de Republica Sovietică Socialistă Bielorusă (RSSB). Poliția secretă sovietică NKVD, ajutată de Armata Roșie, a organizat alegeri falsificate⁠(d) care s-au desfășurat într-o atmosferă de intimidare și teroare de stat. Administrația sovietică de ocupație a ținut alegerile la 22 septembrie 1939, la mai puțin de două săptămâni după invazie. Cetățenii au fost amenințați în mod repetat că deportările în Siberia sunt iminente. Buletinele de vot erau numerotate pentru a putea fi identificate voturile individuale și, de obicei, erau predate deja sigilate. Referendumul a fost fraudat. Intenționat, candidații erau necunoscuți în circumscripțiile lor și au fost aduși la secțiile de votare de către paznici înarmați. Așa-numitele alegeri pentru Adunările Populare din Ucraina de Vest și Bielorusia de Vest⁠(d) au fost efectuate în limba rusă.
Pe 30 octombrie, s-a întrunit la Belastok (în poloneză Bialystok) Adunarea Populară care a afirmat decizia sovietică de a adera la Republica Sovietică Socialistă Bielorusă (RSSB) din URSS. Petiția a fost acceptată oficial de către Sovietul Suprem al URSS la 2 noiembrie și de către Sovietul Suprem al RSS Bieloruse la 12 noiembrie 1939. De atunci, toți cetățenii Poloniei, dar și născuți în Polonia s-au găsit locuitori ai RSS Bieloruse și cetățeni sovietici, fără recunoașterea cetățeniei lor poloneze.
Invazia sovietică a Poloniei a fost ilustrată de către propaganda sovietică ca „eliberarea vestului Bielorusiei și Ucrainei”. Mulți etnici belaruși au salutat unificarea cu RSSB. Ei și-au schimbat atitudinea după ce au constatat pe pielea lor teroarea sistemului sovietic.

### Deportări, arestări, și domnia terorii
Sovieticii au început rapid confiscările, naționalizările și redistribuirea tuturor proprietăților private și de stat poloneze. În cei doi ani după anexare, sovieticii au arestat aproximativ 100.000 de cetățeni polonezi din tot Kresy. Din cauza lipsei de acces la arhivele secrete sovietice și belaruse, mulți ani după război, estimările numărului de cetățeni polonezi deportați în Siberia din Belarusul de Vest, precum și numărul celor care au pierit sub dominația Sovietică, a rămas doar estimat. În august 2009, cu ocazia împlinirii a 70 de ani de la invazia sovietică, Institutul Polonez al Memoriei Naționale⁠(d) a anunțat că cercetătorii săi  au redus estimarea numărului de persoane deportate în Siberia la 320.000 în total. Aproximativ 150.000 de cetățeni polonezi au pierit sub dominația sovietică.

## Războiul sovieto-german din 1941-1945
Teroarea sovietică în estul Poloniei a fost de scurtă durată. Termenii Pactului Ribbentrop–Molotov semnat anterior de la Moscova au fost încălcați când Armata Germană a pătruns în zona de ocupație sovietică⁠(d) la 22 iunie 1941. După Operațiunea Barbarossa, majoritatea Belarusului de Vest a fost inclus de germani în Reichskommissariat Ostland (RKO), ca așa-numita Generalbezirk Weißruthenien (Regiunea Generală Rutenia Albă). Mulți etnici belaruși susțineau Germania Nazistă. Până la sfârșitul anului 1942, germanofilul convins Ivan Yermachenka⁠(d) a format organizația pro-nazistă BNS cu 30.000 de membri. S-a înființat și o Poliție Auxiliară Belarusă⁠(d). Cunoscută germanilor sub denumirea de Schutzmannschaft⁠(d), această poliție belarusă a jucat un rol indispensabil în Holocaustul din Belarus⁠(d), în special în timpul celui de al doilea val de lichidări de ghetouri, începând cu februarie–martie 1942.
Doi ani mai târziu, în timpul contraofensivei sovietice, Iosif Stalin a insistat la Conferința de la Teheran din 1943 – ale cărei hotărâri Aliații le-au reconfirmat oficial, din nou, la Ialta – că majoritatea Belarusului de Vest va rămâne parte integrantă⁠(d) a RSSB după sfârșitul celui de al Doilea Război Mondial în Europa. Doar regiunea din jurul orașului Białystok (Belostok, Biełastok) urma să fie returnat Poloniei. Populația poloneză a fost imediat expulzată și relocată forțat spre vest. Belarusul de Vest a fost încorporat în RSS Bielorusă.
La început, capitala RSSB urma să fie mutată la Vilna. Cu toate acestea, în același an, Iosif Stalin a ordonat ca orașul și regiunea înconjurătoare fi transferate Lituaniei, care câteva luni mai târziu a fost anexată de către Uniunea Sovietică și a devenit o nouă Republică Sovietică. Minskul a rămas, prin urmare, capitala RSSB extinse. Frontierele RSS Bieloruse au fost din nou modificate oarecum după război (în special zona din jurul orașului Białystok s-a întors în Polonia), dar în general acestea coincid cu granițele Republicii Belarus actuale.

### Sovietizarea
Partidele politice belaruse și societatea din Belarusul de Vest nu avusese informații despre represiunile din Uniunea Sovietică și erau sub puternica influență a propagandei sovietice. Din cauza condițiilor economice grele și a discriminării naționale din Belarusul polonez, o mare parte din populația din Belarusului de Vest a salutat anexarea de către URSS.
Cu toate acestea, la scurt timp după anexarea sovietică, activiștii politici belaruși nu-și mai făceau iluzii cu privire la regimul sovietic. Populația a devenit din ce în ce mai puțin loială, pe măsură ce condițiile economice se înrăutățeau, și pe măsură ce noul regim efectua represiuni în masă și deportări care vizau atât etnici belaruși, cât și etnici polonezi.
Imediat după anexare, autoritățile sovietice au efectuat naționalizarea terenurilor agricole deținute de marii proprietari de terenuri din Belarusul de Vest. Colectivizarea și crearea de ferme colective (colhozuri) urma să fie efectuată într-un ritm mai lent decât în Belarusul de Est în 1920. Prin 1941, în regiunile vestice ale RSSB, numărul de ferme individuale a scăzut doar cu 7%; s-au înființat 1115 ferme colective. În același timp, au început presiunile și chiar represiunile împotriva fermierilor mai mari (numiți de propaganda sovietică culaci): dimensiunea terenurilor agricole ale unei ferme individuale au fost limitate la 10 ha, 12 ha și 14 ha în funcție de calitatea terenului. Au fost interzise angajarea muncitorilor și darea terenului în arendă.
Sub ocupație sovietică, cetățenii Belarusului de Vest, în special polonezii, s-au confruntat cu o procedură de „filtrare” a aparatului NKVD, care a dus la deportarea forțată a peste 100.000 de oameni în estul Uniunii Sovietice (de exemplu în Siberia) din primul val de expulzări. În total, în următorii doi ani, circa 1,7 milioane de cetățeni polonezi au fost urcați în trenuri de marfă și trimiși din Kresy⁠(d)-ul polonez în lagărele de muncă din Gulag.